# Hydra (xadrez)
Hydra é um supercomputador que joga xadrez, projetado pelo Dr. Christian "Chrilly" Donninger e sua equipe comporta por Ulf Lorenz, GM Christopher Lutz e Muhammad Nasir Ali. O objetivo do Projeto Hydra é dominar o mundo do xadrez por computadores e obter uma definitiva vitória sobre os enxadristas humanos.